# Secteur Bridge-Bonaventure
Pour l’article homonyme, voir Bonaventure.
Le secteur Bridge-Bonaventure est un secteur résidentiel proposé à Montréal qui comprendrait le site de l'ancienne communauté du Village-aux-Oies. Le quartier s'étend de l'autoroute Bonaventure jusqu'au pont Champlain, délimité par le fleuve Saint-Laurent au sud et le canal de Lachine au nord,,.